# 채사운
채사운(중국어 정체자: 蔡思韵, 병음: Choi Sze-wan, 한자음: 채사운, 영어: Cecilia Choi 세실리아 초이[*], 1994년 7월 23일 ~ )은 홍콩의 배우이다.

## 참여 작품
- 장난스런 키스
- 반교: 디텐션